# Mahabharata

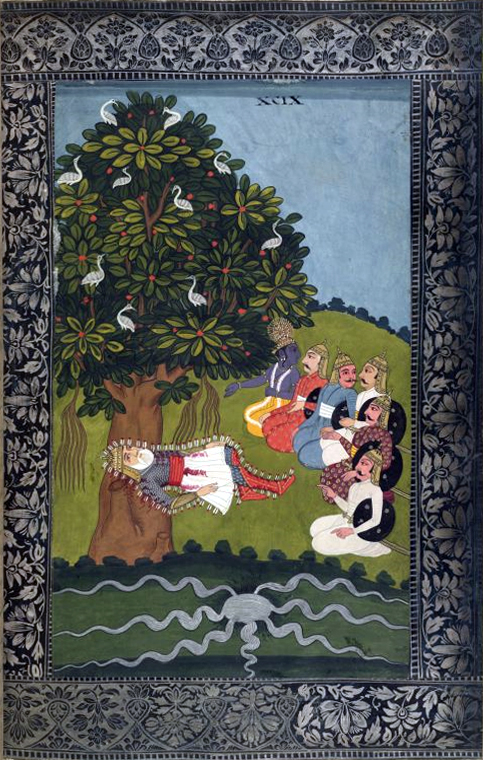
Una de las 134 ilustraciones del Razmnama (‘libro de las guerras’, 1761-1763), traducción persa del Majabhárata. El rey Akbar (1556-1605) ordenó a Naqib Khan que tradujera el texto hindú para mejorar las relaciones entre las dos culturas y establecer una respectiva paz. En esta escena, el abuelo Bhishmá —todavía vivo semanas después del fin de la batalla de Kurukshetra— imparte sus últimas enseñanzas mientras agoniza (sobre el «lecho de flechas» con que su sobrino nieto Áryuna lo acribilló), rodeado por los cinco Pándavas (con ropas musulmanas) y Krisná (de piel azul). Abajo se ve un manantial de la madre Ganges, que Áryuna invocó para saciar la sed de Bhishmá.

El Mahabhárata (c. III a. C.), tradicionalmente atribuido a Viasa, es un extenso texto épico-mitológico de la India, escrito en idioma sánscrito.
Es una de las dos principales poesías épicas de ese país (la otra es el Ramaiana).

## Varios nombres
El nombre de esta obra se encuentra escrito de varias formas en la literatura en español y en otras lenguas como las siguientes:
- Mahābhārata en sánscrito
- महाभारत en letra devanagari
- Majabhárata
- Majábharata
- Maja-bharata
- Mahābhārata
- Maha-bharata
- Maha bharata
- Mahabarata

## Etimología
Al considerar el origen del nombre hay que tener en cuenta los siguientes aspectos:
- mahābhārata, en el sistema AITS (alfabeto internacional de transliteración del sánscrito).
- महाभारत, en escritura devanagari del sánscrito.
- Etimología: ‘la gran [guerra] de los bharatás’; siendo mahā: ‘gran’; y bhārata: ‘los clanes bharatás’. Generalmente se encuentra junto con iudhá (yuddhá), aajavá (āhavá) o alguna otra palabra que signifique ‘guerra’.[2]

El título puede ser traducido como ‘la gran India’, ya que bhārata es un patronímico que significa ‘lo que pertenece a Bharatá’, el mítico rey fundador del país de Bhárata-varsha (varshá: ‘país’), que es el nombre oficial actual de la India en idioma hindi.
El nombre no significa que el tema sea la historia del rey Bharatá ni la historia de Bhárata Varsha (el nombre de la India en sánscrito e hindi).
Es muy raro verlo llamado «el Bhárata».

## Datación

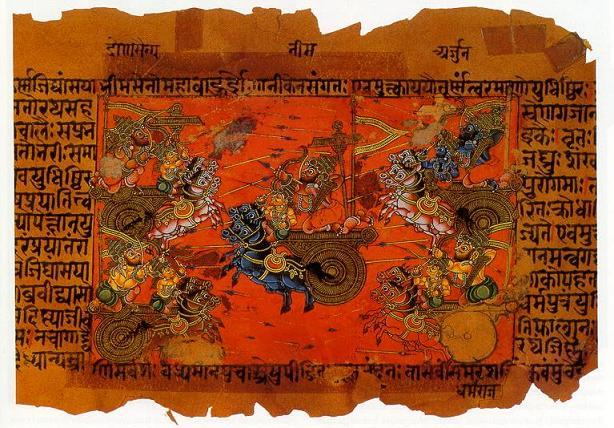
Ilustración manuscrita (s. XVIII) de la batalla de Kuruksetra, librada entre los kauravas y los pandavas

Las fechas de origen de estos libros nunca se describen en los mismos textos.
Las hipótesis más antiguas atribuían su creación al sabio Viasa, que lo habría escrito poco después de los cuatro Vedas, en el mismo siglo que la batalla de Kuruksetra (una guerra mítica mencionada solamente en el Majabhárata), que los religiosos hinduistas consideran cierta y afirman que sucedió en febrero del 3102 a. C.
Sin embargo esa hipótesis no explica la diferencia entre el sánscrito antiguo utilizado en los Vedas, y el sánscrito moderno utilizado en el Majabhárata.[cita requerida]
Otra hipótesis ―que no aporta ninguna evidencia histórica― sostiene que su creación tendría que haber sido anterior, con un origen autóctono en la cultura del valle del Indo.
Algunos escritores[cita requerida] lo ubican temporalmente después de la época de Buda (420-368 a. C.), en la época del emperador Ashoka (304-232 a. C.).
En el sutra 6.2.38 del Astadhiai del gramático Panini (fl. siglo IV a. C.) se menciona que el Bhárata (de 24 000 versos), que es la base sobre la cual se escribió (no se sabe si en años o siglos) el Majabhárata (de 100 000 versos).
Como muchas de las principales literaturas del mundo, estas historias fueron transmitidas y transformadas por medios orales a través de generaciones. Esto hizo fácil la aparición de episodios adicionales e historias interpoladas en el texto original, lo que también causó el desarrollo de variaciones regionales.

### Datación del contenido
El Majabhárata contiene datos astronómicos (conjunciones planetarias y eclipses) que podrían servir para datar la época en que podrían haber tenido lugar estos sucesos. Cada autor da diferentes fechas.
En la actualidad la mayoría de los hindúes creen que el Majabhárata narra hechos reales sucedidos en la misma India, y que fue puesto por escrito poco después por el mítico escritor Viasa y el dios Ganesh (mitad hombre mitad elefante).
En el Aria-bhattíia, el astrónomo indio Aria Bhatta (476-550 d. C.) ―sin explicar en qué se basaba― declaró que kali-iugá había comenzado en febrero del 3102 a. C.
Según el Majabhárata, la mítica guerra que es el centro del argumento del texto épico, terminó el propio día del comienzo de kali-iugá.
En la actualidad los hinduistas creen en esta tradición.

## Extensión
La versión completa del Majabhárata contiene unas 100 000 slokas (o 200 000 versos) en idioma sánscrito. 
Es cuatro veces más extenso que la Biblia y ocho veces más largo que la Ilíada y la Odisea juntas.
Es la segunda obra literaria más extensa del mundo, después de los Cuentos tibetanos de Gesar (de fines del I milenio d. C.) que contienen más de un millón de versos.

## Contexto
Dentro de la categorización de textos hindúes, el Majabhárata forma parte de los Itijasa (iti-ja-āsa: ‘así-realmente-fue’, historias), que es el nombre que reciben los textos sánscritos no directamente filosóficos, junto con los Puranas (‘historias antiguas’) y el Ramayana.

## Composición del texto

### El autor
No se conoce el autor del Majabhárata. 
Según el propio texto, fue contado por un mítico escritor llamado Viasa, uno de los principales personajes dinásticos dentro de ella (aunque no aparece muchas veces durante la historia). El sabio Viasa era abuelo de las dos dinastías protagonistas de la leyenda: los Kaurava y los Pándava. Este parentesco le permitió conocer mucho acerca de los sucesos dentro de la familia real.

### Leyenda acerca de la escritura del texto
El gran Señor Brahmá (el creador del universo) descendió y le dijo a Viasa que obtuviera ayuda de Ganesha para su tarea [de poner por escrito el discurso]. Ganesh escribió los himnos recitados por Viasa de memoria y así el Bharata fue inscrito. Ganesh no podía escribir a la velocidad de Viasa, por lo que varias palabras, o incluso versos enteros se perdieron.
Majabhárata

Durante la época de Viasa, la escritura era desconocida o era una tecnología demasiado nueva o al menos no era un medio convencional. Los sabios no sabrían escribir, porque consideraban que la escritura era apropiada para los mortales de la era de Kali, que tendrían poca memoria para recordar varios miles de versos.

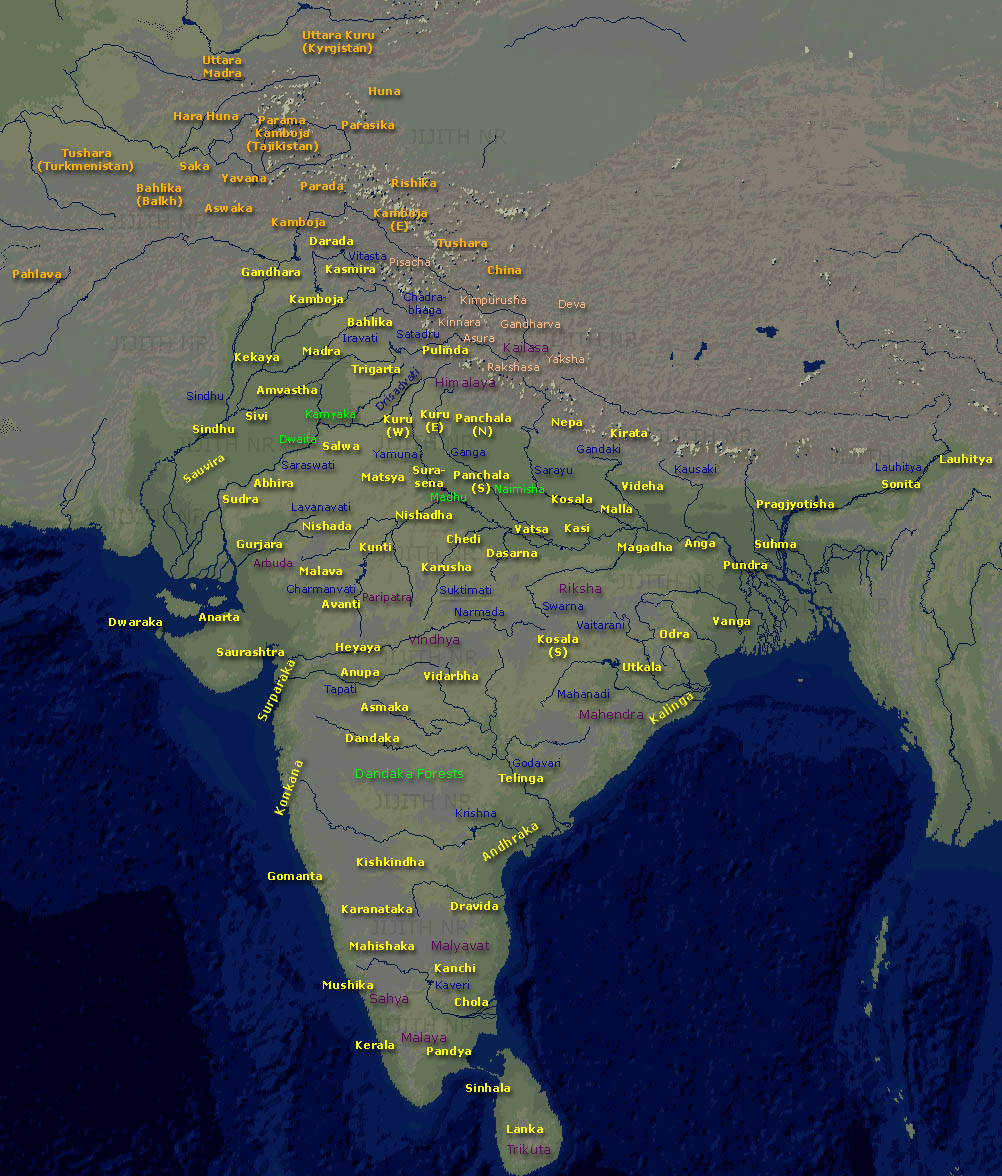
Mapa con los lugares mencionados en el Majabhárata. Los nombres amarillos representan los reinos, los anaranjados son reinos extranjeros (de ubicación especulada), los rosados son tribus exóticas, los ríos aparecen en azul, las montañas en violeta y los bosques en verde.

Los primeros textos que se preservaron son aproximadamente del siglo VI de nuestra era, en letra indu y brahmi (los primeros tipos de letra con que se escribió el idioma sánscrito, antes de utilizar la actual letra devanagari).
Al cotejar las historias contadas por diferentes recitadores profesionales, se notaban diferencias, que ellos explicaban como fallas de Ganesh al poner el texto por escrito. De todos modos se cree que sufrió un mínimo de pérdida de información durante su existencia como recitación oral, debido a la excelente repetición empleada por los antiguos indios. El Rig-veda (el texto más antiguo de la India, compuesto hacia mediados del II milenio a. C.) fue el texto preservado durante más tiempo por tradición oral, y es un milenio más antiguo que el Majabhárata.

### Otra leyenda acerca de cómo se escribió
La primera sección del Majabhárata afirma que el dios Ganesha (el dios con cabeza de elefante, hijo del dios Shivá) aceptó escribir el manuscrito bajo el dictado de Viasadev, únicamente a condición de que este nunca hiciera una pausa en su recitación. Viasa entonces puso otra condición: que, antes de escribir, Ganesh asimilara lo que Viasa recitaba. Entonces Viasa decía un verso difícil de entender para tener algún respiro en su continuo dictado. Cada verso sánscrito se puede leer en dos segundos aproximadamente, por lo que los 100.000 versos se podrían terminar en unas 56 horas.
Este mito también sirve como una explicación popular acerca de por qué la imagen de Ganesh tiene roto el colmillo izquierdo: en la prisa por escribir, falló la pluma del dios, entonces él rompió la punta de su colmillo y la usó como pluma (usando su sangre como tinta) a fin de que el dictado no se interrumpiera.
La dificultad que enfrentó Ganesh al escribir el Majabhárata, como describe el mito, podría haber sido real, y podría representar el problema de las personas que trataban de poner por escrito las historias que recitaban los recitadores profesionales. Estos podrían no haber sido capaces de frenar el recitado y volver a empezar, ya que las líneas eran aprendidas de memoria como un recitado continuo.
El nombre Ganapati se usaba para designar a un líder elegido por la elite. En la antigua India había reinos (pequeñas zonas o provincias) dirigidos por rashás, y también había una especie de repúblicas dirigidas por líderes (elegidos por las castas superiores, como en Atenas) o ganapatis.
El Ganapati que puso por escrito el Majabhárata, puede haber sido el líder de una de estas repúblicas, bien educado en el arte de la escritura. El uso del nombre Ganapati y Ganesha para el dios elefante de los hindúes, pudo haber sido un fenómeno posterior.

### El libro «Yaia», de Viasa

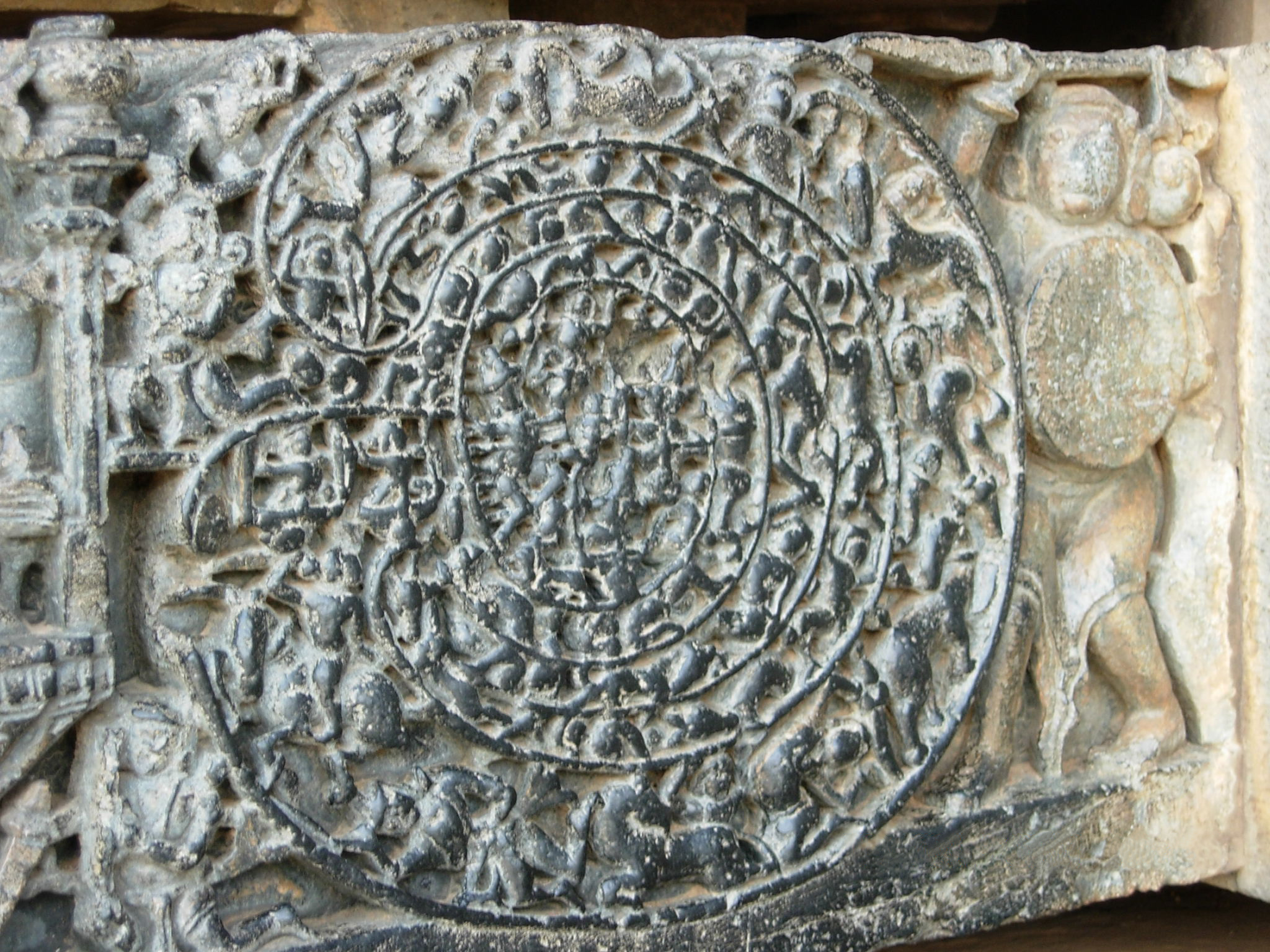
Intrincado bajorrelieve el templo Hoysaleśwara (en Halebid, India) que muestra la leyenda del Majabhárata, donde el guerrero Abhimaniu (hijo de Áryuna) entra en el chakra-viuja.

El escritor Viasa habría compuesto solamente el corazón del Majabhárata, de 8800 versos. Tituló a su historia Yaia (‘victoria’).
El texto Yaia de Viasa está estructurado en la forma de un diálogo entre Dhritarashtra (el rey Kuru padre de los Kaurava), quien se opuso a los Pándavas —hijos de su fallecido hermano Pandú— en la batalla de Kuru Kshetra), y su secretario y bienqueriente Sañyaia. Sañyaia narra cada incidente de la batalla de 18 días a medida que van sucediendo. Dhritarashtra a veces hace preguntas y a veces se lamenta, cuando se va enterando de la destrucción de cada uno de sus hijos, amigos y parientes. También se siente culpable debido a que su codicia fue la causa de la destrucción de todos los reinos del subcontinente indio.
Al principio Sanyaia da una descripción de los distintos continentes de la Tierra, de los distintos océanos (de agua salada, agua dulce, leche, mantequilla, sucesivamente) de otros planetas y sus habitantes, y luego se enfoca en Bhárata Varsha (la India) y da una elaborada lista de cientos de reinos, tribus, provincias, ciudades, pueblos, aldeas, ríos, montañas y bosques.
También explica acerca de las formaciones militares (viuja) que cada día adopta cada uno de los dos ejércitos. Como en el juego piedra, papel y tijera, el ejército que adopta la formación adecuada gana esa batalla: el ejército con forma de águila vence al que tiene forma de serpiente, etc.
Dieciocho capítulos de este texto Yaia de Viasa forman el texto religioso Bhagavad-guitá (de unos 700 versos).

### El libro «Bharata», de Vaisampaiana
Un discípulo de Viasa llamado Vaisampaiana desarrolló el texto Yaia desde 8800 versos hasta 24 000 versos, y lo bautizó Bhárata.
Vaisham Paiana lo narró al rey YanamEyaiá, el bisnieto de Áryuna, uno de los cinco hermanos Pándava.

### El libro «Majabhárata», de UgraSravá Sauti
Un historiador profesional llamado Ugrasrava Sauti desarrolló el texto Bhárata desde 24 000 versos hasta más de 100 000 y lo bautizó Majá-Bhárata.
Ugrasrava lo narró ante una asamblea de sabios reunidos en el bosque Naimisarania, dirigidos por Shaúnaka Rishi.
El texto se siguió desarrollando hasta llegar a tener 215 000 versos.

## Estructura del «Majabhárata»

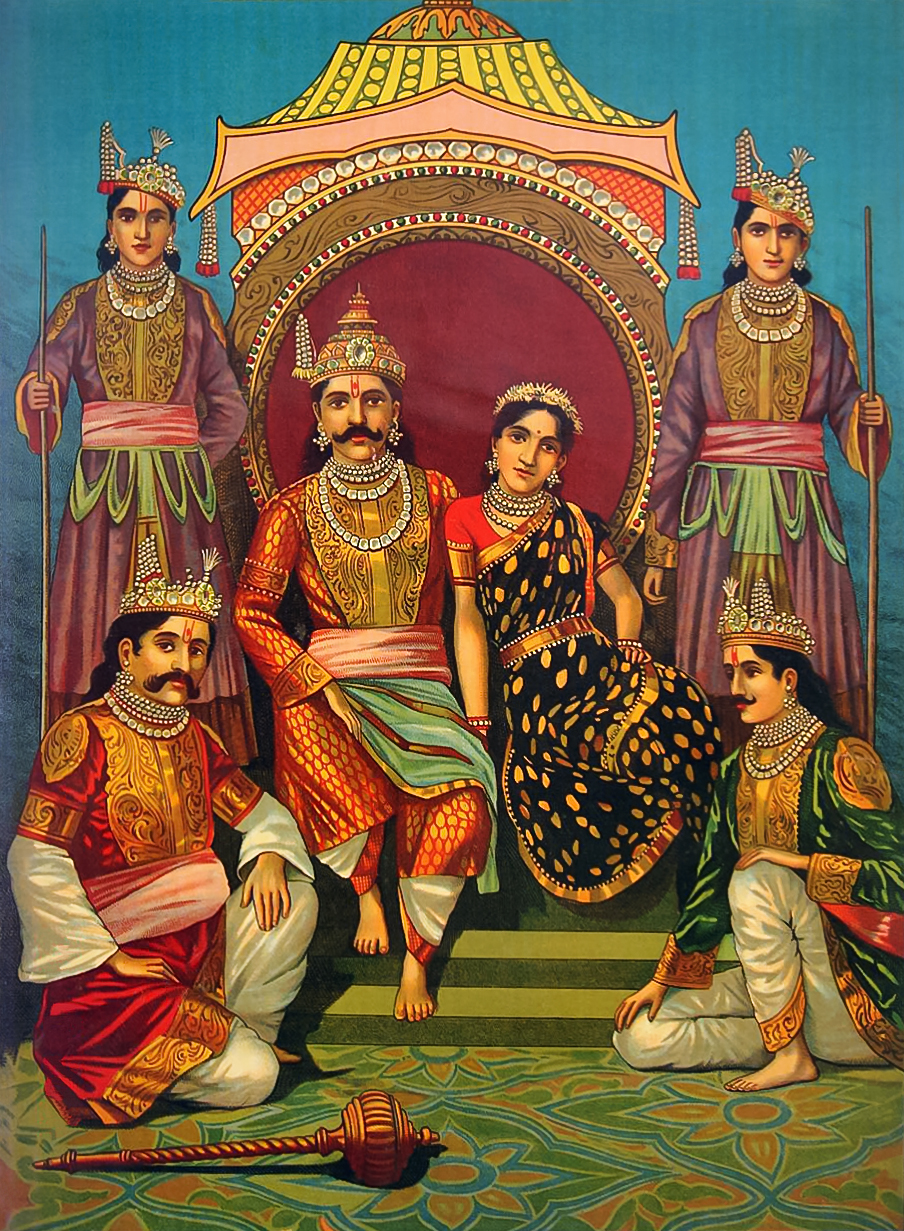
Ilustración sobre Draupadi y sus esposos, los cinco Pandavas. En el centro, Yudhishthira con Draupadi. Debajo: Bhima a la izquierda, Arjuna a la derecha. De pie a los lados, los gemelos Nakula y Sahadeva. Pintura de Raja Ravi Varma, hacia 1900.

El Majabhárata está escrito en dieciocho parvas (libros), que son:
1. Adi-parva (ādi: 'primero'): historias introductorias del libro, nacimiento y educación de los cinco príncipes Pándava.
2. Sabha-parva: la vida en la casa de los Pándava, el juego de dados con su malvado primo Duriódhana (el hijo de Dhrita-Rastra), que provoca el exilio de los Pándava al desierto. El dios Indra (padre de Áryuna) crea y les regala una ciudad vergel, Indraprastha, donde el dánava Maia (uno de los 40 hijos demonios de Danu y el sabio Kashiapa) erige el palacio y el tribunal (sabha) de los Pándava.
3. Araniaka-parva (también Aranya-parva o Vana-parva, donde aranya o vana es ‘bosque’): los doce años en exilio en el bosque.
4. Virata-parva: el año de exilio en el reino de Virata (Áryuna se transforma en eunuco).
5. Udioga-parva: Preparativos para la guerra.
6. Bhishmá-parva: la primera parte de la gran batalla, con el «abuelo virgen» Bhishmá como comandante de los Kaurava.
7. Drona-parva: sigue la batalla, con Drona como comandante.
8. Karna-parva: la batalla otra vez, con Karna como comandante.
9. Salia-parva: la última parte de la batalla, con Śalya como comandante.
10. Sauptika-parva: cómo el ejército Pándava es destruido durante el sueño (suapná-hipnós) por Ashwattama (el vengativo hijo del maestro Drona) y los pocos Kaurava sobrevivientes.
11. Stri-parva (stri: ‘mujer’): Gandhari y las otras mujeres lamentan los muertos.
12. Shanti-parva (śanti: ‘paz’): la coronación de Iudishtira, y las instrucciones de Bhishmá.
13. Anushasana-parva (anushasana: ‘instrucción’): las instrucciones finales de Bhishmá.
14. Asuamedhika-parva: la ceremonia imperial o asua-medha (‘el sacrificio de un caballo o ashua’) conducida por Iudishtira.
15. Ásrama-vásika-parva: Dhritarashtra (el senescal del rey Pandú), su esposa Gandhari y la reina Kuntí (madre de los Pándava y de Karna) se aíslan en un áshram en el bosque hasta morir.
16. Mausala-parva: la matanza cuerpo a cuerpo con mazas (mausala) entre los Yádavas (los 16.100 hijos del rey-dios Krisná) embriagados en una fiesta a orillas del mar.
17. Majá-prasthánika-parva: Iudishtira y sus hermanos caminan hacia los Himalayas hasta morir (majá-prasthana: ‘el gran viaje’, eufemismo de la muerte).
18. Suarga-arojana-parva (suarga: ‘cielo’): los Pándava ascienden al paraíso material.

También existe un apéndice de 16.375 versos, el Jari-vamsa (‘la familia de Harí’, otro nombre del dios Krisná).
Entre el principal trabajo y las historias que son parte del Majabhárata están las siguientes. A menudo se las aísla y se presentan como trabajos completos en sí mismos.

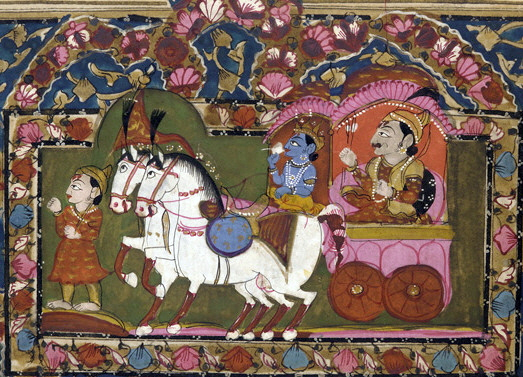
Krishna y Arjuna sobre un carro, ilustración de los siglos

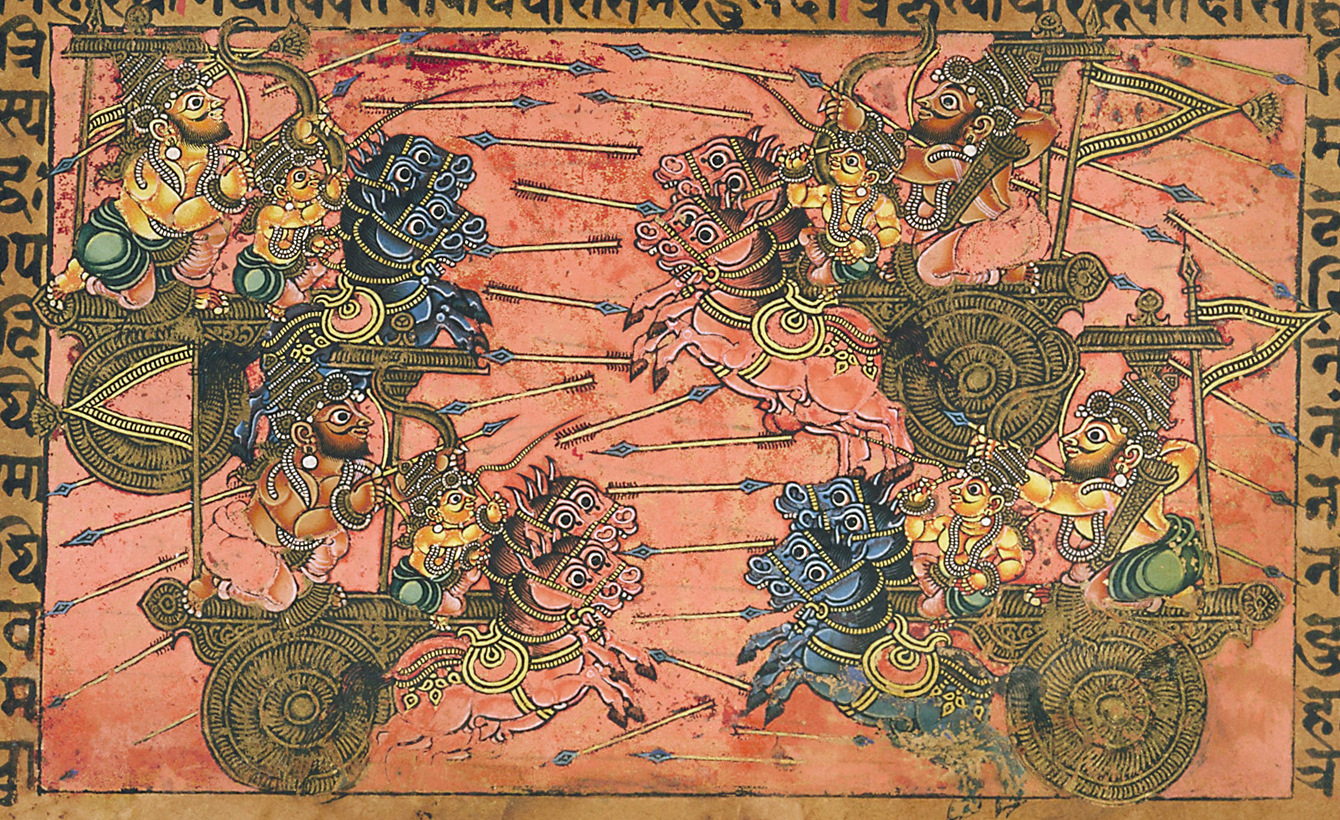
Ilustración manuscrita de la batalla de Kurukshetra, en la que se ve al dios Krisná manejando la cuadriga del arquero pándava Áryuna, que dispara sus flechas contra los malvados Kauravas.

- Bhagavad-guitá: Krisná instruye y enseña a Árjuna (en la parte 6, el Bhishmá-parva).
- Krisna-avatara: la historia del dios Krisná (que se cuenta en muchos capítulos de la historia).
- Rama: una versión abreviada del texto épico Ramáiana (en el Araniaka-parva).
- Nala y Damaiantí: la historia de amor de un rey y su esposa (en el Araniaka-parva).
- Savitrí y Satiaván: la historia de amor de la princesa Savitrí y el rey Satiaván (en el Araniaka-parva).
- Risiasringa (también escrito como Rishia Shringa), un rishi (sabio) con cuernos (en el Araniaka-parva).

### Edición crítica
Entre 1919 y 1966 estudiosos del Bhandarkar Oriental Research Institute de Poona, compararon los diversos manuscritos de India y el extranjero y prepararon una edición crítica del Mahabharata, con 13.000 páginas en 19 volúmenes, seguidos por el Jari-vamsa en dos volúmenes más y seis volúmenes de índice. Este es el texto que se usa normalmente en los estudios de referencia sobre el Mahabharata. Este trabajo se denomina a veces la edición de 'Pune' o 'Poona' del Mahabharata.

## El Mahabhárata, la historia épica
La historia principal de este trabajo es la de una lucha dinástica por el trono de la capital Jastina Pura, el reino del clan Kuru. Jastina Pura y los reinos inmediatamente circundantes que estaban asentados en el Doab, la región del Ganges superior y el río Yamuna, al norte de la actual Nueva Delhi. Las dos ramas primas de la familia que participan en la lucha son los Kaurava (los hijos de Kuru, la rama mayor de la familia), y los Pándava (la rama más joven, formada por los hijos del rey Pandú (‘pálido’) quien era hermano de Dhrita-rastra e hijo de Viasa con la esposa de Vichitra-Viria).
La lucha culmina en la gran batalla en Kurukshetra, de 18 días, que los Pándava ganan al final. El Majabhárata termina con la muerte del dios Krisná, y el final de su dinastía, y el ascenso de los hermanos Pándava a un planeta celestial junto con los dioses Ese momento también marca el principio de la era de Kali (Kali yuga). Esta es la cuarta y última edad de la humanidad, donde los grandes valores y las ideas nobles que la humanidad representa se han desmoronado y los hombres se dirigen rápidamente hacia la disolución completa de la moralidad y la virtud en general.

### Historias
Descripción corta de algunas personalidades e historias:

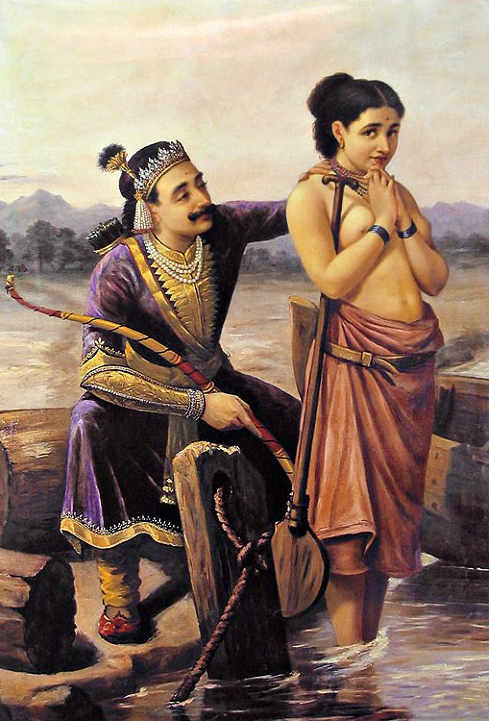
El rey Śantanu (padre de Bhishmá) se enamora de la virgen pescadora Satiavati (que ya había sido madre de Viasa).

- Algunas de las figuras más nobles y reverenciadas de la historia terminan por luchar del lado de los Kurus, debido a lealtades formadas antes del conflicto.
- Iudishtira es el mayor de los cinco hermanos Pándava, hijo de la reina Kunti (esposa de Pandú) con Dharmarash (el ‘rey de la religión’, también conocido como Iamarash, el ‘rey de la prohibición’). Iudishtira es comúnmente conocido en India como un modelo de integridad, ya que nunca había dicho una mentira en su vida y así había obtenido poderes místicos. Participó en una estratagema ideada para matar a Drona, el maestro de armas de los cinco Pándava. Mataron a un elefante con el mismo nombre que el hijo del maestro Drona. Entonces Iudishtira se acercó a su maestro y dijo: «Ashwattama (el elefante) ha muerto». Drona dejó caer sus armas y fue asesinado por los hermanos Pándava. En ese momento la cuadriga de Iudishtira —que debido a su virtud hasta ese momento había flotado a unos centímetros del suelo (lo que llenaba de espanto al ejército enemigo)—, inmediatamente tocó tierra.
- Bhima es uno de los cinco hermanos Pándava cuya fuerza, tamaño y lealtad son legendarios.
- Áryuna (cognado del latín argentum: ‘plateado’), hijo de Kuntí con el dios Indra, el mejor amigo del dios Krisná (quien finalmente le hace ganar la guerra de Kurukshetra por medios non-sanctos).
- Nakula y Sajádeva son los hijos gemelos de Madri (la segunda esposa del rey Pandú) con los Asuini-kumaras (los médicos de los dioses).
- Una de las historias más conmovedoras del Majabhárata es la de Karna (‘oreja’), hijo de la reina Kuntí con Suria (el dios del sol), era un noble guerrero de quien nadie sabía que era el hermano mayor de los cinco Pándava. Sus inmensos poderes le fallaron durante la batalla porque había mentido, algunos años antes, a su guru sobre quién era él.
- El «abuelo» Bhishmá era el nobilísimo tío abuelo de todos los guerreros principales (que eran primos entre ellos). Había renunciado a su reino y se había hecho célibe por el amor de su padre hacia una pescadora. (Ella quiso que su hijo con el rey fuera el príncipe heredero, por lo que Bhismá tuvo que jurar no tener hijos toda su vida). Por este acto de renuncia obtuvo la bendición de los dioses para elegir el momento de su muerte. Terminó por morir sobre una cama de flechas puestas por Áryuna, su nieto más amado (quien le había preguntado la noche anterior cómo podía hacer para matarlo, ya que nunca podrían ganar la guerra en presencia del abuelo).

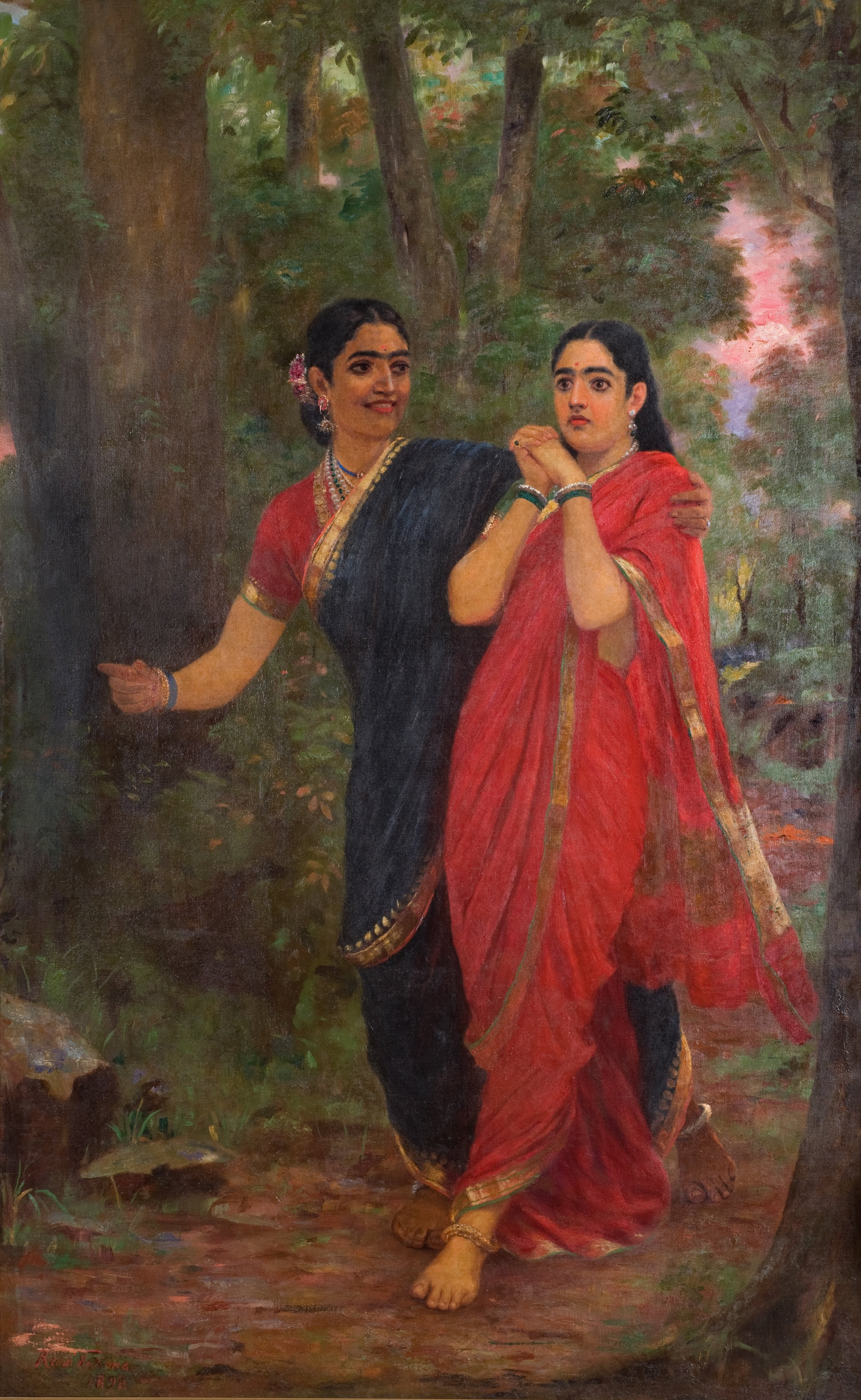
Simhika aparece en el texto (atta katha) malayo de la obra de teatro kathakali llamada Kirmira Vadham, de Kottayam Tampuran (siglo XVII). Presenta dos personajes que no aparecían en el Majabhárata: un rakshasa llamado Sardula y su esposa la monstrua Símjika. Áryuna mata a Sardula. Para vengarse, Símjika se transforma en una joven (lalita) —de vestido negro en este cuadro— y le quiere mostrar a Draupadi un templo de Durga en el bosque (para raptarla y llevársela a su otro hermano Kirmira). Draupadi sospecha la trampa y se niega. Símjika adopta su forma original y arrastra a Draupadi. Al escuchar sus gritos, Sajádeva interviene y le corta los pechos y la nariz a la atacante. Kirmira y Bhima llegan a la escena y Bhima mata a Kirmira.

Véase también: Draupadi.

### Majabhárata moderno
El Majabhárata afirma contener la esencia y la suma de todos los Vedas (textos épico-religiosos compuestos un milenio antes que el Majabhárata, y los más antiguos de la literatura de la India) y otras escrituras hindúes. Incluye grandes cantidades de la mitología hindú, historias cosmológicas de dioses y diosas, y parábolas filosóficas apuntadas a estudiantes de la filosofía hindú. Las historias son comúnmente contadas a niños, en funciones religiosas, o alrededor del hogar. A aquellos que leen el Majabhárata se les amenaza con que nunca cumplirán sus búsquedas espirituales y de yoga.
A finales de los años ochenta se emitió el Majabhárata por la TV nacional de India (Doordarshan).
Cada capítulo era emitido los domingos antes del mediodía, y prácticamente se paralizaba todo el país para verlo. Las personas se vestían con sus mejores ropas y adornaban el televisor con guirnaldas de flores (como si fuera una deidad en el altar familiar).

## En el arte
En el templo de Angkor Wat (Camboya) hay un largo friso de cuarenta y nueve metros cuyos bajorrelieves describen el pasaje del Mahábharata en el que se narra la terrible batalla final de Kurukshetra entre los clanes rivales Pándava y Kaurava. El ejército Kaurava avanza desde la izquierda y el Pandava por la derecha, y a medida que se encuentran en el centro se empieza a desarrollar la batalla.

### Texto en sánscrito
- texto archivado en Wayback machine (23 de marzo de 2010). «Index of /mtokunag/skt_texts/Mahaabhaarata». Mahaabhaarata (en sánscrito). Wayback machine. Archivado desde el original el 24 de julio de 2009. Consultado el 31 de mayo de 2021.*
- «Mahābhārata online» (en sánscrito). Way back machine. 7 de noviembre de 2010. Archivado desde el original el 7 de noviembre de 2010. Consultado el 31 de mayo de 2021.

- Datos: Q8276
- Multimedia: Mahabharata / Q8276